# Jacek Braciak
Jacek Braciak (nacido el 12 de mayo de 1968) es un actor de cine y teatro polaco. Ha aparecido en más de 60 películas desde 1991. Recibió el Premio de la Academia Polaca al Mejor Actor de Reparto por Edi y Rose.

## Filmografía seleccionada
- Edi (2002)
- The Master (2005)
- Retrieval (Z odzysku) (2006)
- Katyń (2007)
- Little Rose (Różyczka) (2010)
- Rose (Róża) (2011)
- Drogówka (2013)
- The Mighty Angel (2014)
- Volinia (2016)
- Kler (2018)
- I'll Find You (2019)
- Varsovia 83. Un asunto de Estado (2021)